# Popyt
Popyt – funkcyjna zależność między ceną produktu i jego ilością, którą skłonni są zakupić nabywcy. Na tę skłonność składa się chęć (determinowaną preferencjami) oraz ekonomiczna możliwość (determinowaną siłą nabywczą). W funkcji popytu (D) zmienną objaśniającą jest cena produktu (P), podczas gdy zmienną objaśnianą jest wielkość popytu (QD).
Wykresem funkcji popytu jest tzw. krzywa popytu. Jej nachylenie pozwala określić elastyczność popytu. Należy zwrócić uwagę na różnicę pomiędzy popytem a wielkością popytu. Popyt to cała funkcja, natomiast wielkość popytu to ilość dobra, jaką konsumenci chcą nabyć przy danej cenie. Wielkość popytu przy cenie p jest więc konkretnym elementem funkcji, któremu na krzywej popytu odpowiada jeden punkt.

Przykład krzywej popytu

## Prawo popytu
Prawo popytu oznacza, że zależność między ceną dobra oraz wielkością popytu na to dobro jest odwrotnie proporcjonalna. To znaczy, że przy ceteris paribus wraz ze wzrostem ceny danego dobra zapotrzebowanie na nie maleje, a wraz ze spadkiem ceny dobra zapotrzebowanie na nie rośnie.

## Dwojakie ujęcie popytu
Popyt można rozpatrywać dwojako, w ujęciu: mikroekonomicznym i makroekonomicznym.
W pierwszym ujęciu popyt mikroekonomiczny pokazuje, że wielkość popytu na dany produkt jest funkcją ceny tego produktu, popyt wyznaczany jest przy założeniu danych determinant. Popyt w ujęciu makroekonomicznym pokazuje natomiast, że wielkość popytu na wszystkie produkty wytwarzane w danej gospodarce jest funkcją ogólnego poziomu cen w tej gospodarce.

## Rodzaje popytu
Ze względu na elastyczność cenową dobra wyróżnia się:
- popyt sztywny (nieelastyczny) – zmiana ceny nie wywołuje zmian popytu,
- popyt elastyczny.

## Czynniki kształtujące wielkość popytu (m.in.)
- wielkość dochodów nabywców,
- ceny substytutów,
- ceny dóbr komplementarnych,
- przewidywania co do kształtowania się cen w przyszłości,
- preferencje konsumentów,
- czynniki społeczne,
- czynniki demograficzne,
- czynniki geograficzne,
- sytuacja gospodarcza,
- sytuacja polityczna.